# Nick Washburn
Nicholas Robert "Nick" Washburn (nacido el 28 de mayo de 1991 en Mahomet, Illinois) es un exjugador de baloncesto estadounidense que con 2,08 metros de altura jugaba en la posición de pívot. 

## Trayectoria Profesional
Formado en la Universidad de Hillsdale, participó con los Chargers en la División II de la NCAA durante su ciclo universitario, el cual finalizó en la temporada 2012/13 con promedios de 13.3 puntos y 7 rebotes por encuentro, siendo elegido en el Segundo Mejor Quinteto de su conferencia.
Inició su carrera profesional en la temporada 2013/14 en las filas del Peñas Huesca, club español de LEB Oro. En la siguiente campaña firma con el Amics Castelló, equipo de LEB Plata, donde completa una gran temporada promediando 15.5 puntos y 8 rebotes. En verano de 2015 es contratado por el FC Porto y disputa la liga portuguesa durante dos temporada, acreditando más de 12 puntos y 8 rebotes por partido en 2016/17.
En 2017 se incorpora al Shinshu Brave Warriors Nagano de la segunda división japonesa, para completar la temporada 2017/18 en el Obras Basket argentino.
En 2018/19 regresa a España para disputar la Liga LEB Oro con el Amics Castelló, donde promedió 11,2 créditos de valoración gracias a sus 11,9 puntos, 6 rebotes, 0,7 asistencias y 2,4 faltas recibidas por partido en los 34 encuentros disputados la pasada campaña. 
En la temporada 2019/20 firma con el Saga Ballooners de la liga japonesa, donde promedió 10,7 puntos y 5 rebotes en 18,7 minutos por partido.
En febrero de 2020 se incorpora a las filas del Oviedo Club Baloncesto de la Liga LEB Oro hasta el final de temporada.